# شوح هيكيلي
شوح هيكيلي (الاسم العلمي:Abies hickelii) هو نوع من النباتات يتبع جنس الشوح من الفصيلة الصنوبرية.